# Lacets de Montvernier
Die Lacets de Montvernier sind ein Streckenabschnitt der D77b, die von Pontamafrey in der Gemeinde La Tour-en-Maurienne nach Montvernier führt. Mit 17 Kehren auf 3,4 Kilometern überwindet die schmale Straße eine direkte Distanz von zweieinhalb Kilometern zur Chapelle de la Balme, kurz vor Montvernier.
Übersetzt aus dem französischen bedeutet Lacets de Montvernier in etwa "die Schnürsenkel von Montvernier". Der Name leitet sich von der Optik der Serpentinen-Straße ab, deren Kehren aus der Luft betrachtet nahe zusammen liegen. Der Bau der Straße begann im Jahr 1931, um die Anbindung der Ortschaften Montvernier, Montbrunal und Montpascal an das Maurienne-Tal zu verbessern. Die erste Baugesellschaft musste bereits nach kurzer Zeit den Versuch aufgeben den einstigen Trampelpfad zu einer verkehrstüchtige Straße umzugestalten. Im Mai des Jahres 1932 übernahm eine andere Baugesellschaft das Projekt und stellte die Straße nach nur elf Monaten im April 1933 fertig. Die Lacets de Montevernier wurden von 36 Arbeitern ausschließlich per Hand erbaut.
Zu größerer Berühmtheit gelangten die Lacets de Montvernier durch die Tour de France, die im Jahr 2015 erstmals über die Serpentinen-Straße nach Montvernier führte. Dort wurde eine Bergwertung abgenommen.

## Lage und Streckenführung
Die Lacets de Montvernier sind ein Teilabschnitt der D77b, die sich in Frankreich im Département Savoie im Maurienne-Tal befindet. Sie führt zu einem kleinen Plateau nördlich des Arc, auf dem die namensgebende Ortschaft Montvernier liegt.
Zu den Serpentinen gelangt man, wenn man von der D74 auf der Nordseite des Arc auf die D77b abbiegt. Anschließend quert man die D1006 mittels einer Unterführung und gelangt ins Zentrum von Pontamafrey. Hier biegt man links ab und folgt der D77b für rund 700 Meter zur ersten der insgesamt 17 Kehren. Die schmalen Kehren sind teils in den Fels gebaut und teils mit Mauerwerk gestützt. Zudem befinden sich auf den Außenseiten Geländer, die ein Abstürzen verhindern sollen. Rund alle 120 Meter vollführt die Straße nun einen Richtungswechsel von 180 Grad. Die durchschnittliche Steigung liegt in diesem Streckenabschnitt bei rund 8 %. Nachdem die letzte Kehre passiert ist, führt die D77b vorbei an der Chapelle de la Balme für einen weiteren Kilometer bergauf nach Montvernier, wo sie in die D77 mündet.
Montvernier kann neben der schmalen D77b auch über die breitere D77 erreicht werden, die von La Tour-en-Maurienne über Le Châtel führt. Von Montvernier aus führt die D77 weiter auf den Col du Chaussy (1532 m).

## Radsport
Im Jahr 2015 führte die Tour de France auf der 19. Etappe erstmals über die Lacets de Montvernier. Obwohl die Bergwertung im Ort Montvernier an der Kreuzung der D77 abgenommen wurde, bezeichnete die Organisation den Anstieg mit dem Namen der Serpentinen-Straße. Als erster Fahrer überquerte Romain Bardet die Bergwertung der 2. Kategorie, ehe er sich wenige Kilometer später auch den Etappensieg in Saint-Jean-de-Maurienne sicherte.
2018 (12. Etappe) kehrten der Anstieg über die Lacets de Montvernier ins Programm der Tour de France zurück. 2022 fand auf der 11. Etappe die dritte Überfahrt statt.
| Jahr | Etappe     | Bergwertung  | Fahrer         |
| ---- | ---------- | ------------ | -------------- |
| 2015 | 18. Etappe | 2. Kategorie | Romain Bardet  |
| 2018 | 12. Etappe | 2. Kategorie | Pierre Rolland |
| 2022 | 11. Etappe | 2. Kategorie | Pierre Latour  |

Bevor die Tour de France zum ersten Mal über die Serpentinen-Straße führte, erfolgte im Rahmen des Critérium du Dauphiné im Jahr 2015 auf der 8. Etappe, die erste Befahrung. Mit der Tour de Savoie Mont-Blanc führte eine weitere kleinere Rundfahrt bereits über den Anstieg.

Zuseher sind in der Regel auf der engen und kurvigen Straße nicht zugelassen.

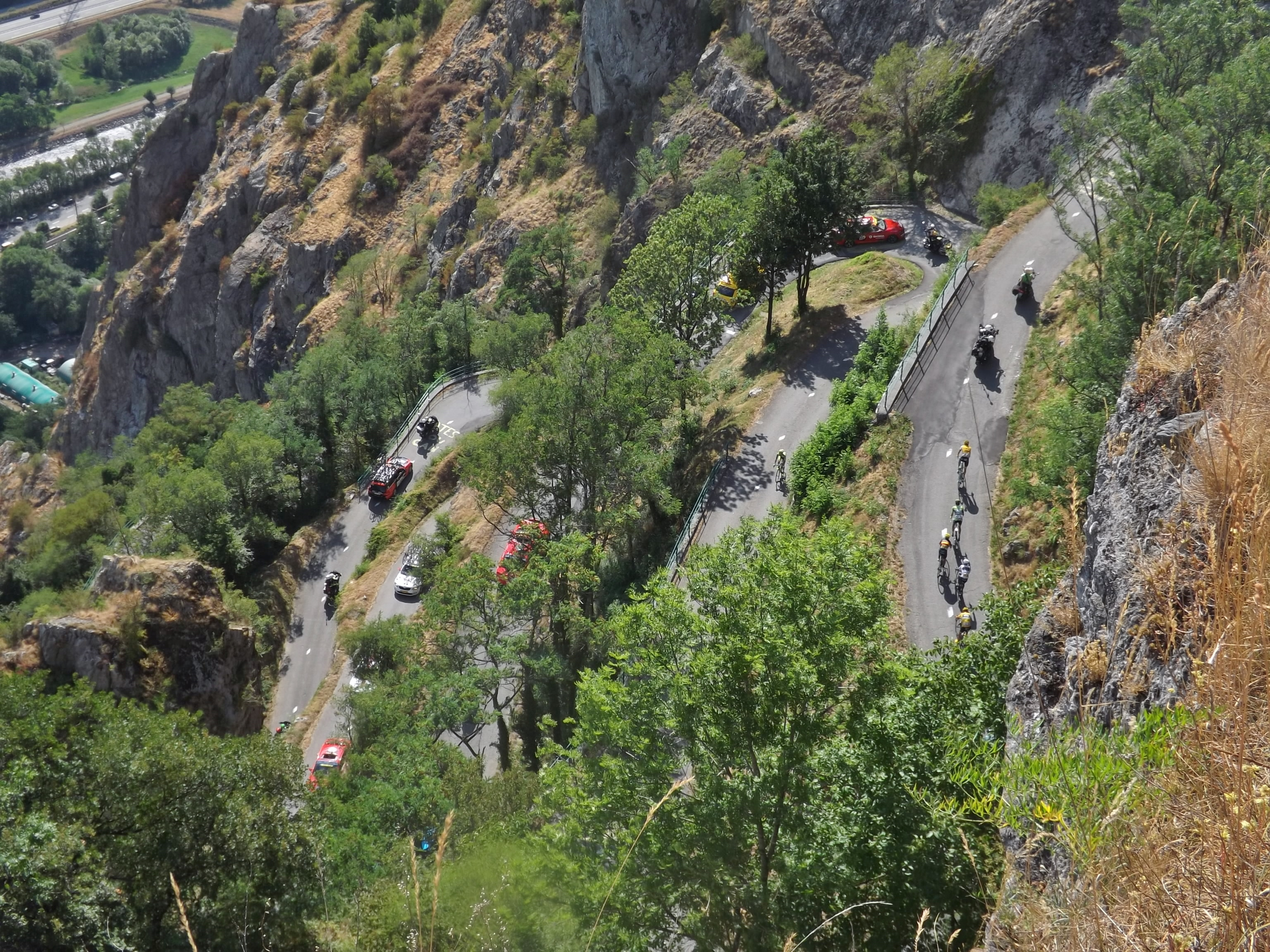
Tour de France 2015
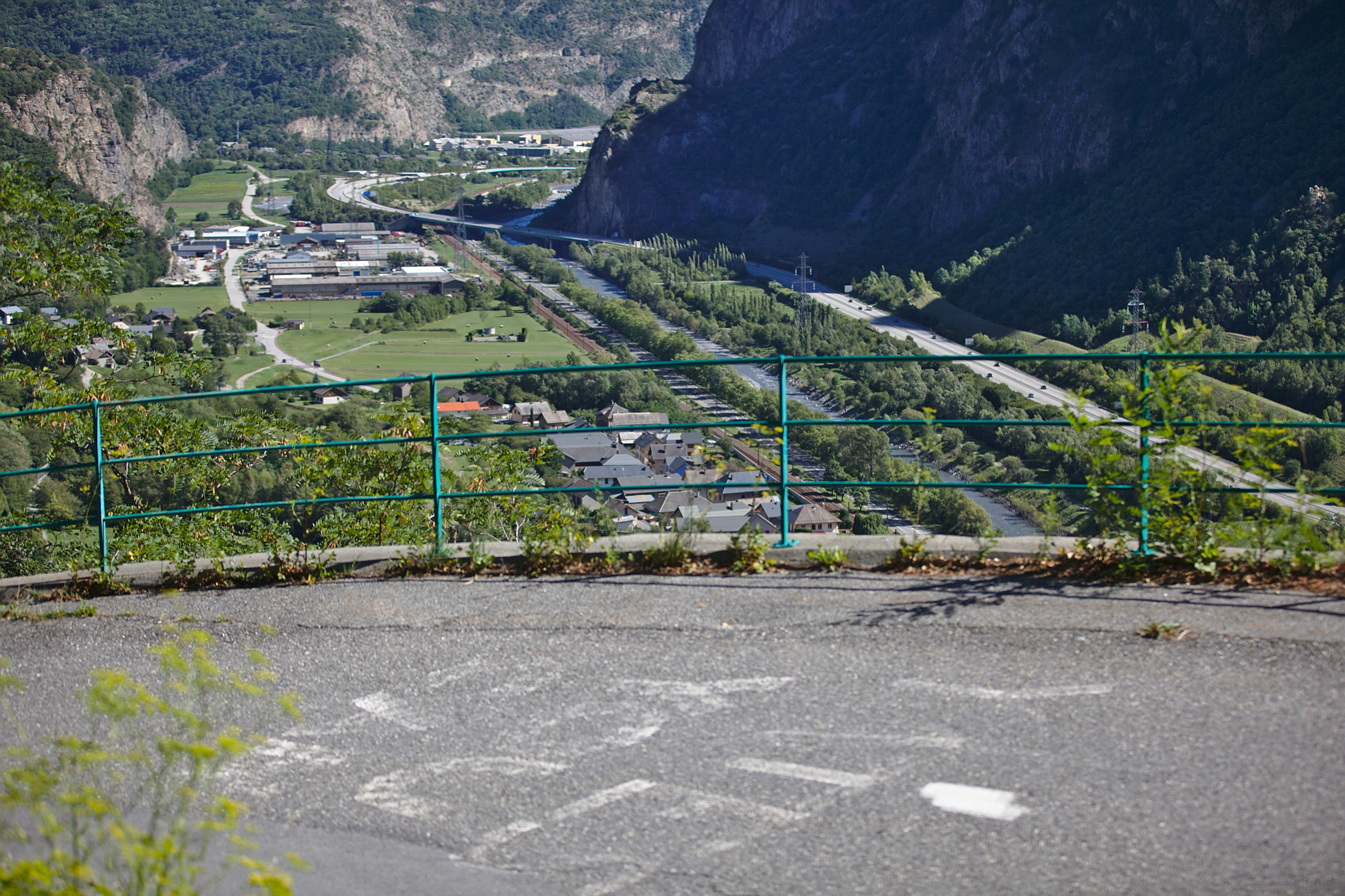
Blick ins Maurienne-Tal